# 聖克魯斯區 (安卡什大區)

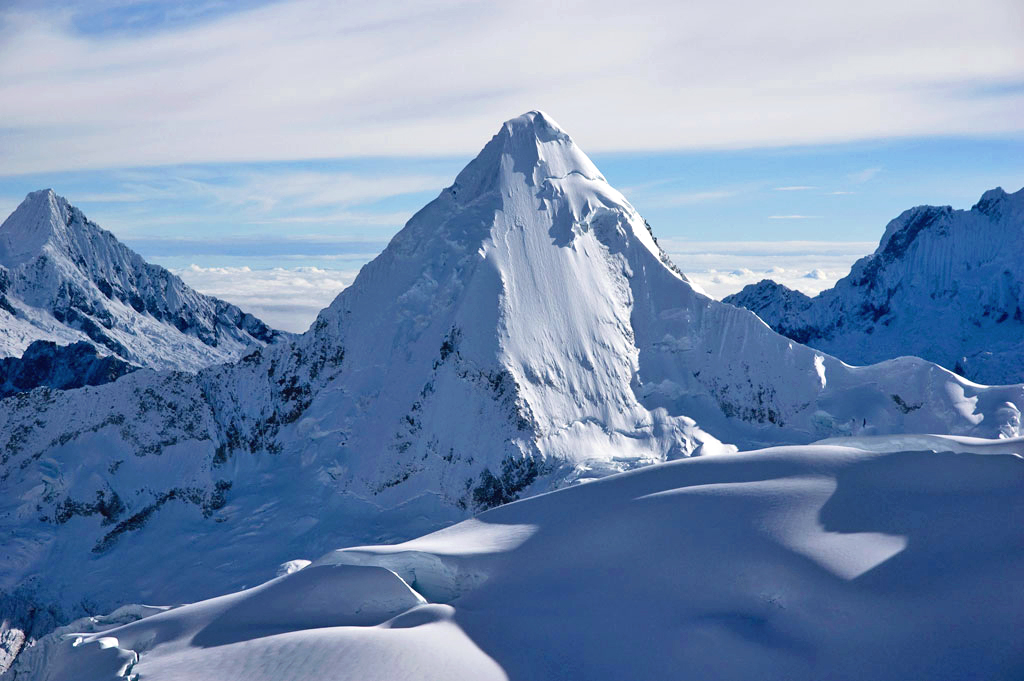

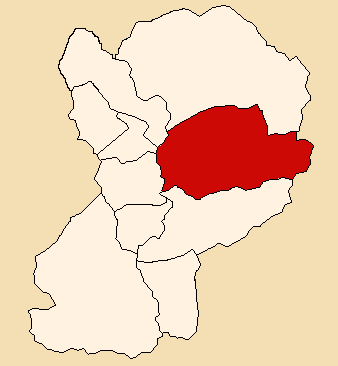

聖克魯斯區（西班牙語：Distrito de Santa Cruz），是秘魯的一個區，位於該國北部安卡什大區的瓦伊拉斯省，始建於1945年7月10日，面積332.78平方公里，海拔高度2,900米，2005年人口4,840，人口密度為每平方公里14.54人。